# WW 3
WW 3 (br: Terceira Grande Guerra, Vírus Fatal) é um filme estadunidense de 2001, do gênero filme de guerra, dirigido por Robert Mandel.

## Sinopse
O filme conta a história de um agente que tenta impedir terroristas, que atacaram transatlântico e que contaminaram os passageiros com um vírus letal, de usar o incidente para deflagrar a Terceira Guerra Mundial.